# Спілка письменників СРСР
Спі́лка письме́нників СРСР (СП СРСР) — громадська творча організація, що об'єднувала професійних літераторів Радянського Союзу.
Спілку письменників СРСР створено 1932 року. Перший Всесоюзний з'їзд радянських письменників, що відбувся 1934 року, ухвалив статут СП СРСР, в якому дав визначення соціалістичного реалізму як основного методу радянської літератури та літературної критики.
У 1934—1936 роках правління Спілки письменників СРСР очолював Максим Горький. Далі на цій посаді перебували:
- у 1936—1938 роках — Володимир Ставський,
- у 1938—1944 і 1946—1954 роках — Олександр Фадєєв,
- у 1944—1946 роках — Микола Тихонов,
- у 1954—1959 роках — Олексій Сурков,
- у 1959—1977 роках — Костянтин Федін,
- у 1977—1986 роках — Георгій Марков,
- у 1981—1986 роках — Разіль Валієв
- у 1986—1991 роках — Володимир Карпов.

1967 року Спілку нагороджено орденом Леніна.
На 1 січня 1982 року Спілка налічувала 8815 членів.